# Вурвуру

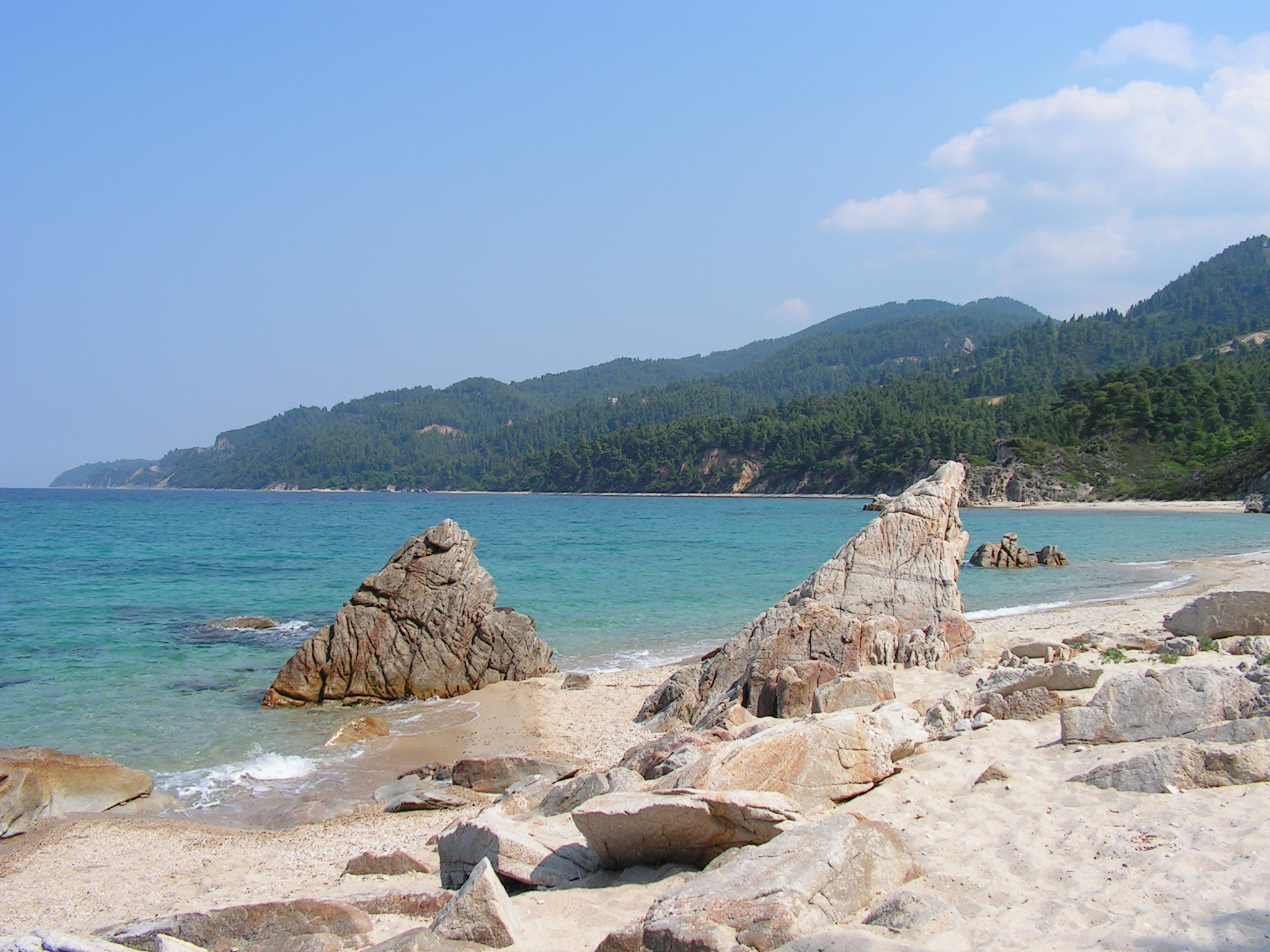

Вурвуру ( грец. Βουρβουρού) - невелике курортне селище на східному узбережжі півострова Халкідіки, Сітонія, в північній частині Греції. Розташоване на відстані 120 км від міста Салоніки.

## Історія та сучасність
У 10-му столітті ця місцевість, відома як "земля Вурвуріо", була передана Монастирю Ксенофонт на Афоні. І починаючи з 1615 року переходила у власність то місцевих жителів, то різних монастирів.
У 60-х роках 20 століття на околицях Вурвуру було засноване містечко для відпочинку для викладачів Салонікського Університету. Розроблене професором Талесом Аргіропулосом, воно стало відомим завдяки еко дизайну та повазі до природних умов і стало одним з найпрестижніших курортів такого типу в Греції.
Сучасний Вурвуру поєднує в собі місце для відпочинку греків і туристичний курорт, на який люблять приїжджати іноземці. Туристична інфраструктура представлена кількома невеликими готелями, безліччю апартаментів і студій, тавернами і міні-маркетами. Вурвуру витягнуте уздовж моря і не має центральної площі, як в типових грецьких селах. З одного боку Вурвуру обрамлений невисокими, густо покритими рослинністю, пагорбами. З іншого боку в'ється прибережна, в основному піщана, смуга, утворюючи бухти.

## Пляжі в районі Вурвуру
Основний пляж Вурвуру простягається уздовж селища. Оскільки це затока, та ще й закрита острівцями, вода тут тепліша і немає хвиль. На пляжі і в воді - пісок, лише зрідка трапляються дрібні камінчики.
Пляж Каріді - це дві бухти з соснами на березі, білим піском та химерної форми камінням.
Пляж Агіос Ніколаос, або Паралія Тран - широкий, довгий, піщаний. У воді - пісок і трохи мушель.

## Галерея

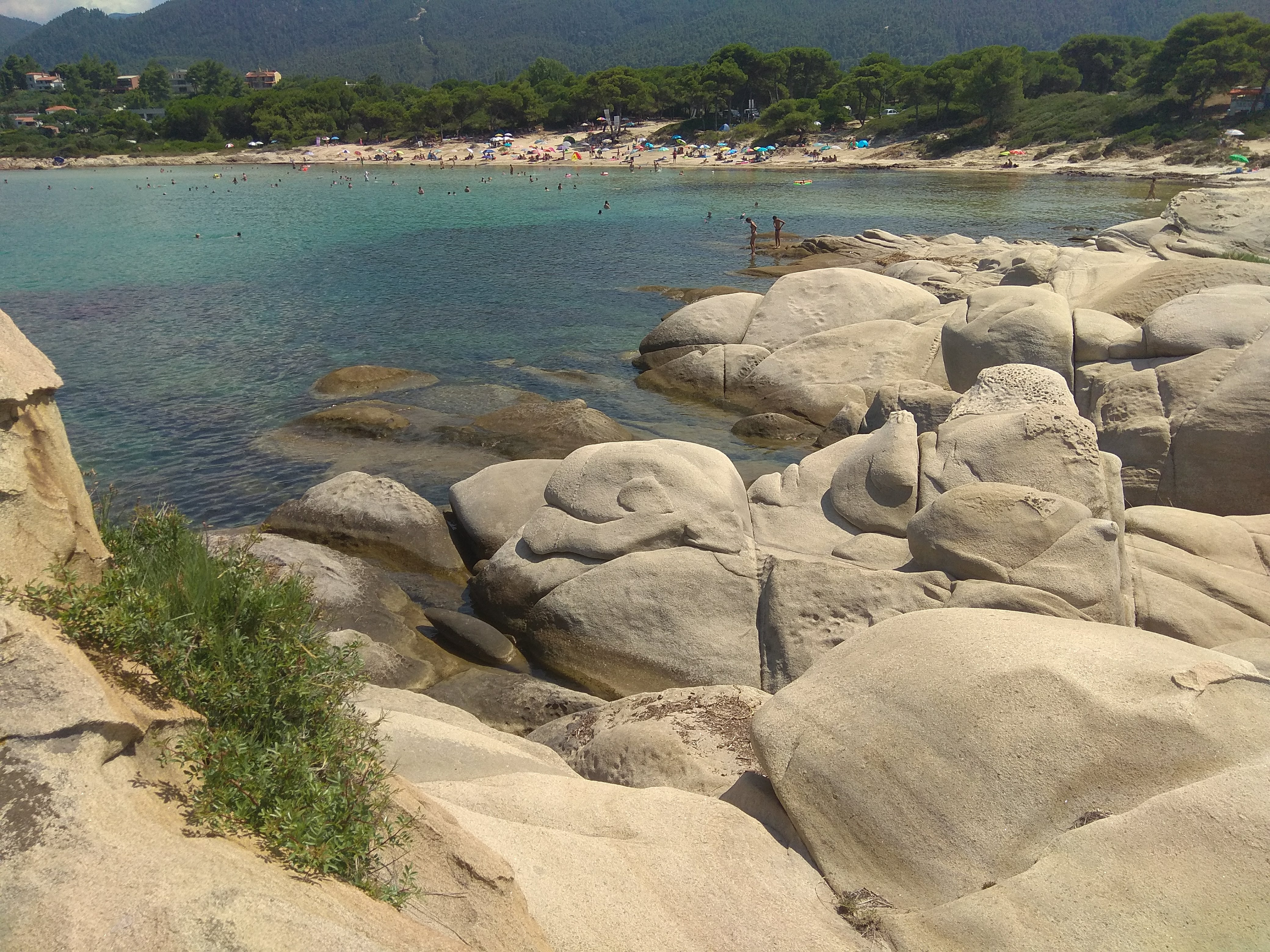
Пляж Каріді, Сітонія
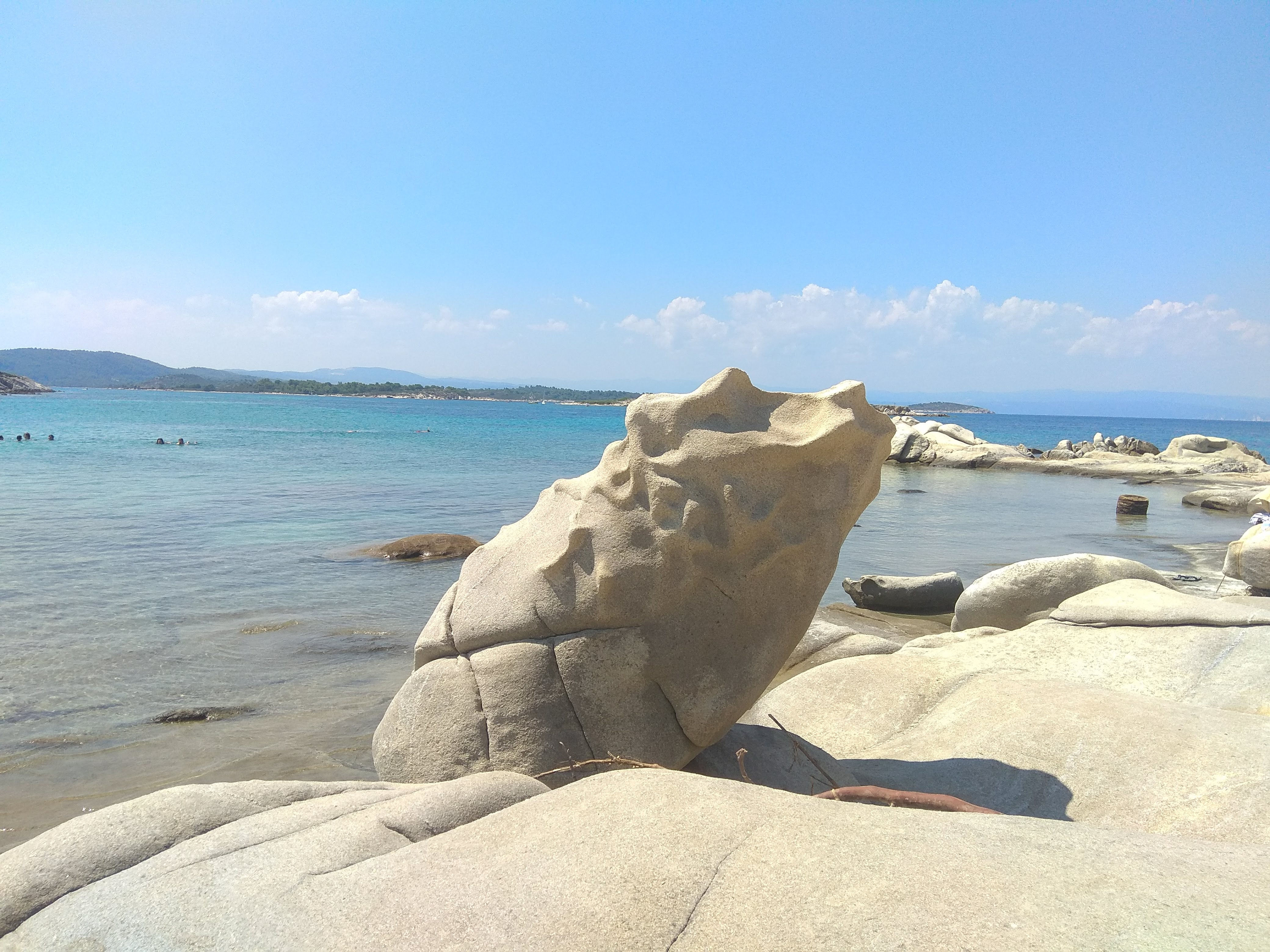
Каміння на пляжі Каріді, Сітонія, Халкідіки, Греція
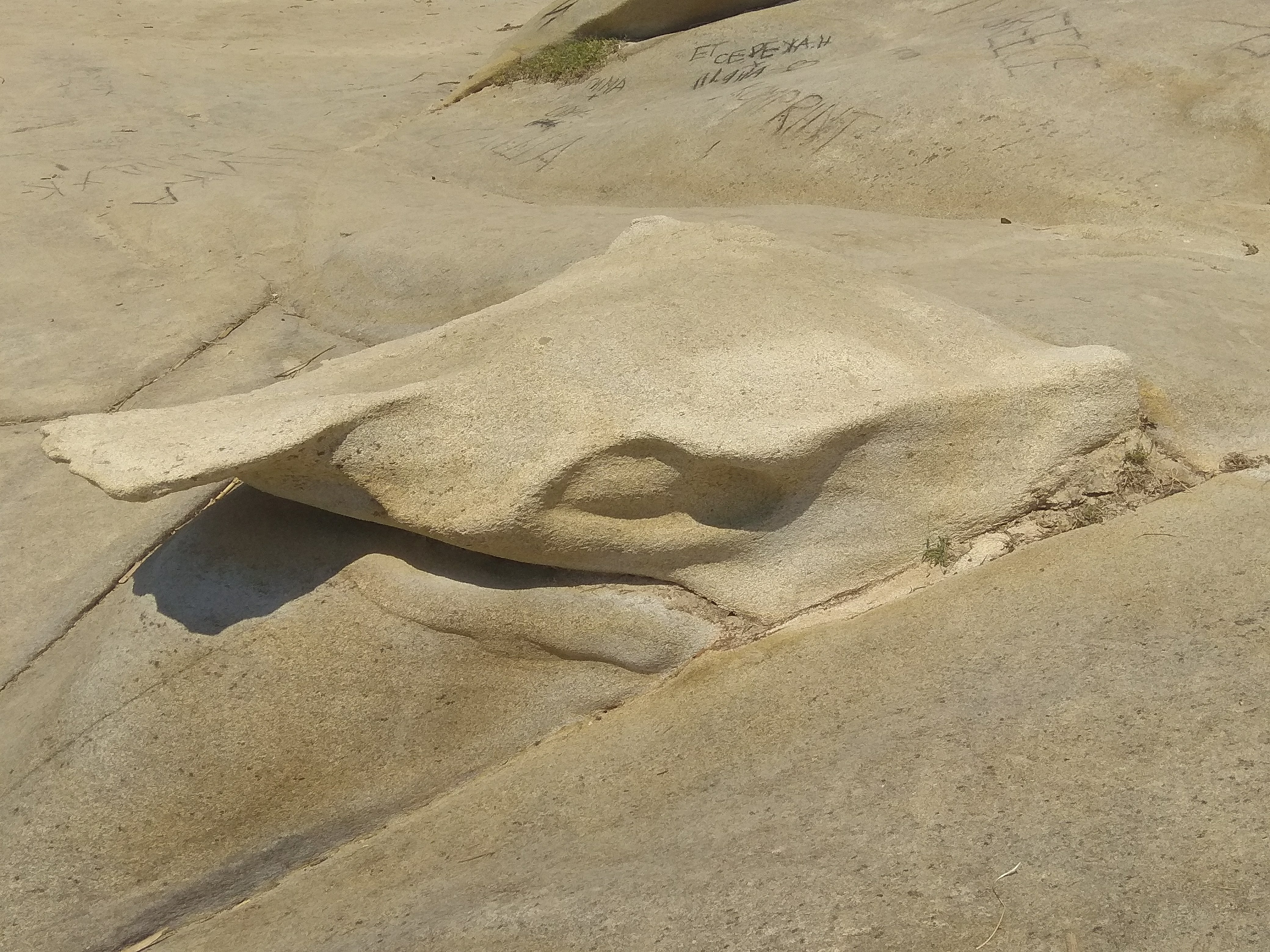
Каміння на пляжі Каріді, Сітонія, Халкідіки, Греція
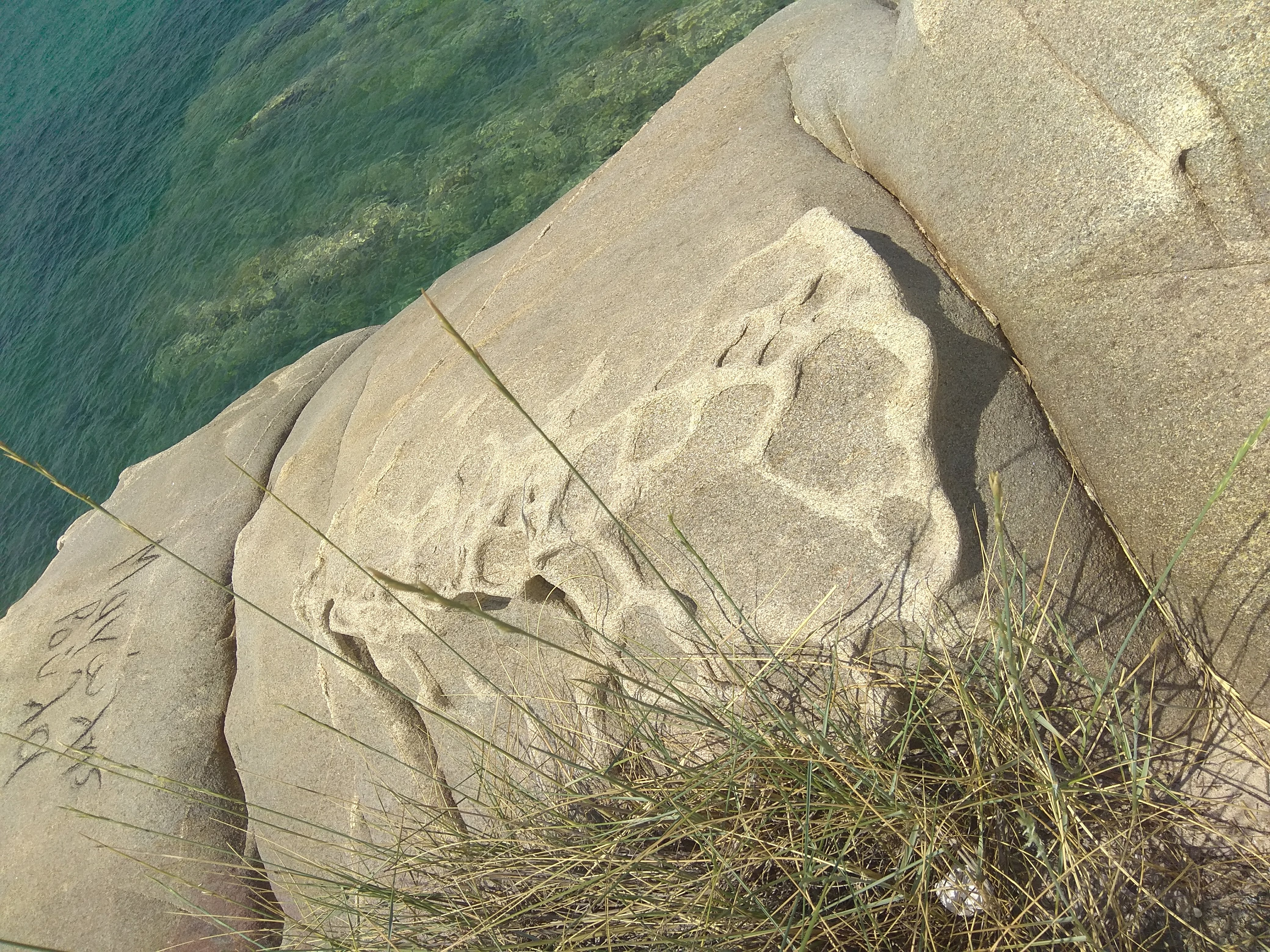
Каміння на пляжі Каріді, Сітонія, Халкідіки, Греція
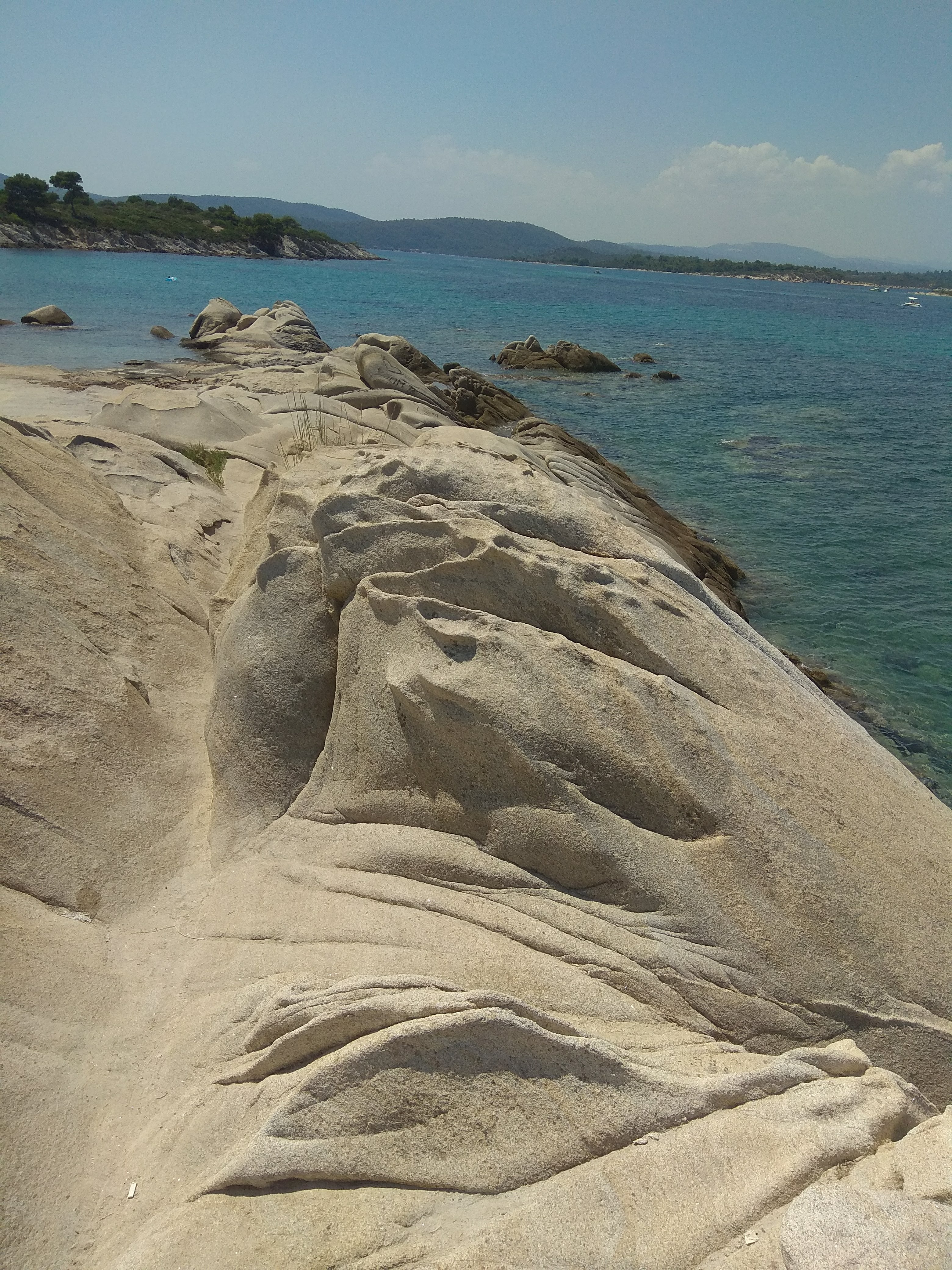
Каміння на пляжі Каріді, Сітонія, Халкідіки, Греція
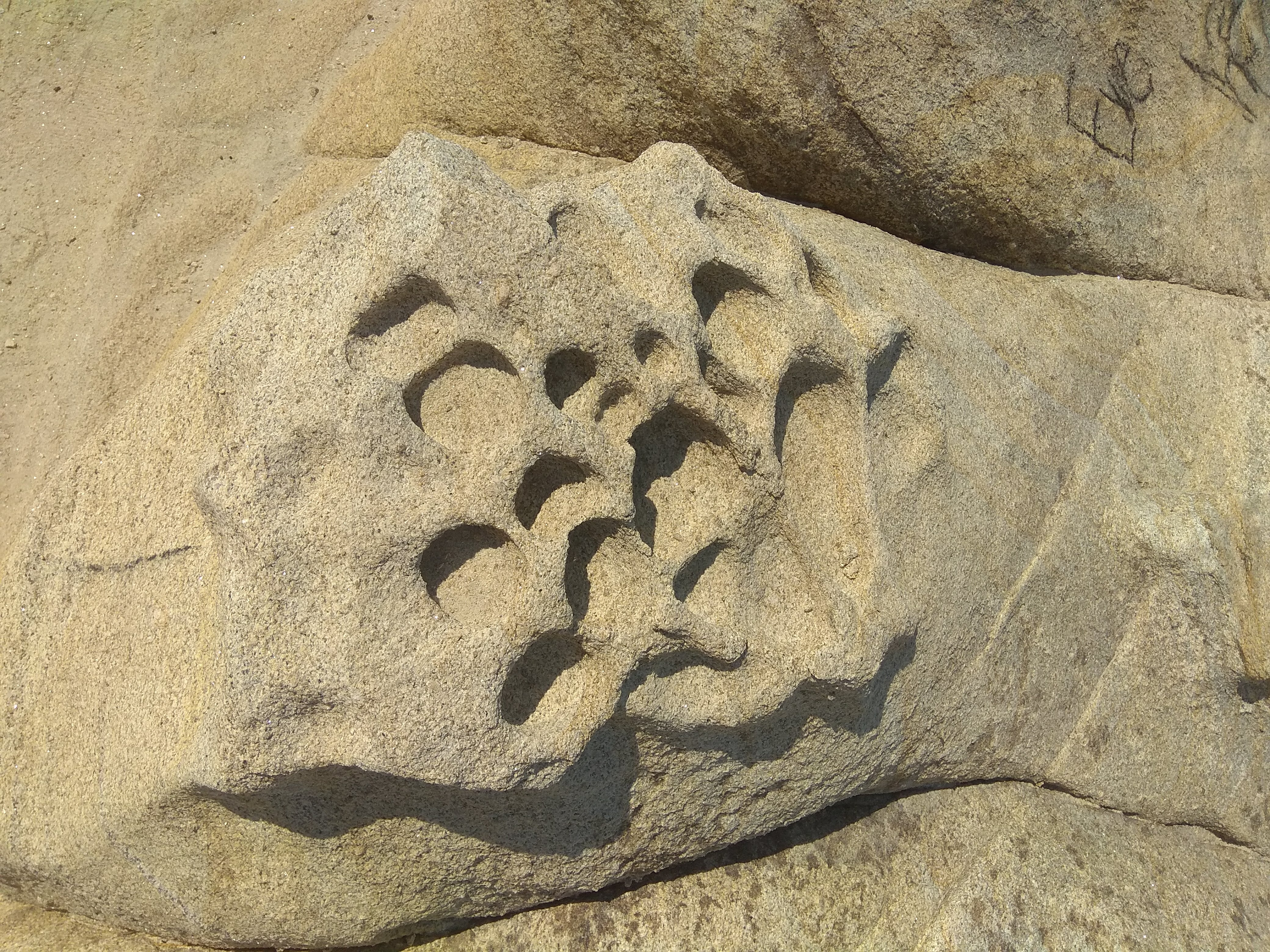
Каміння на пляжі Каріді, Сітонія, Халкідіки, Греція
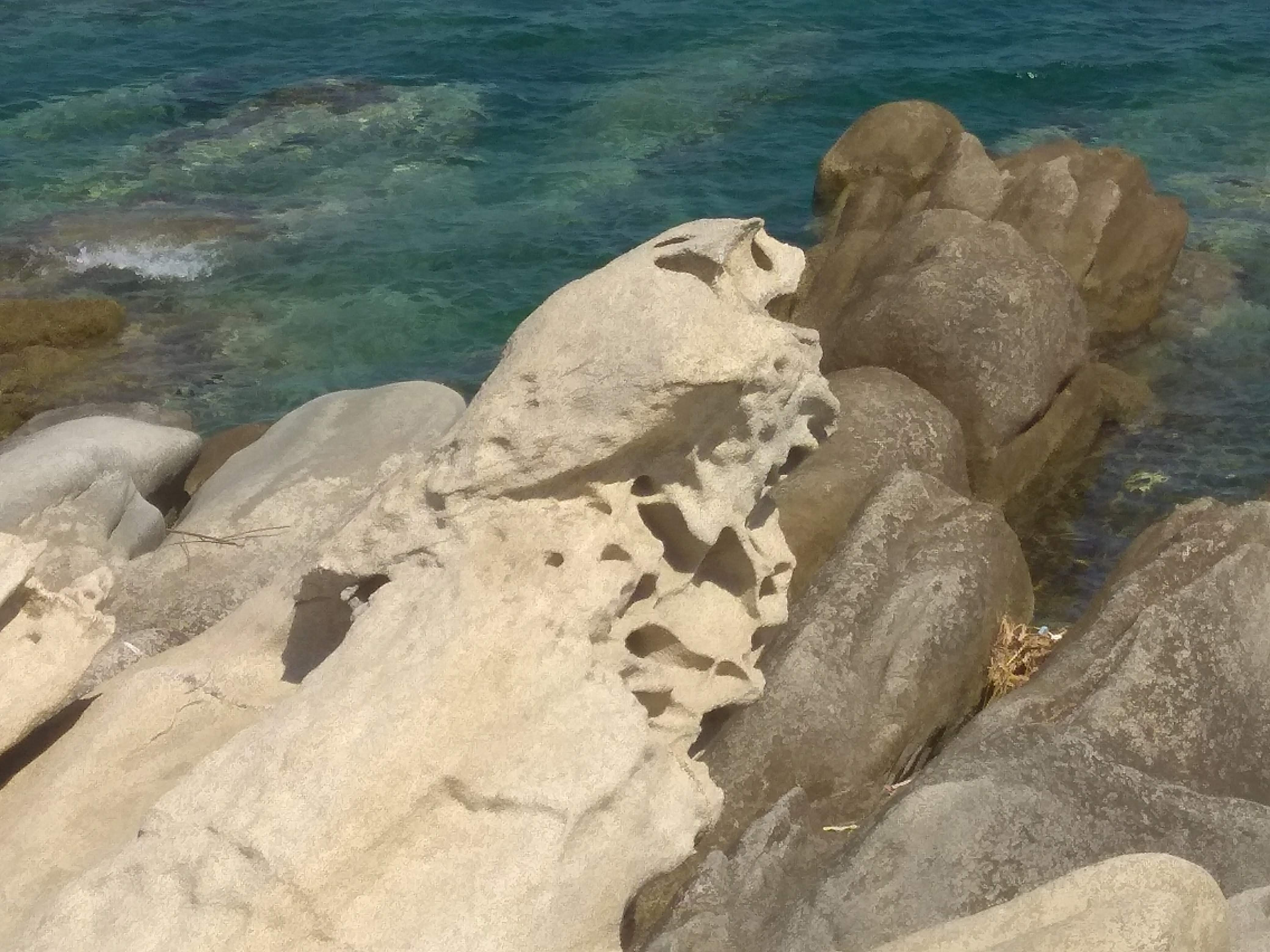
Каміння на пляжі Каріді, Сітонія, Халкідіки, Греція
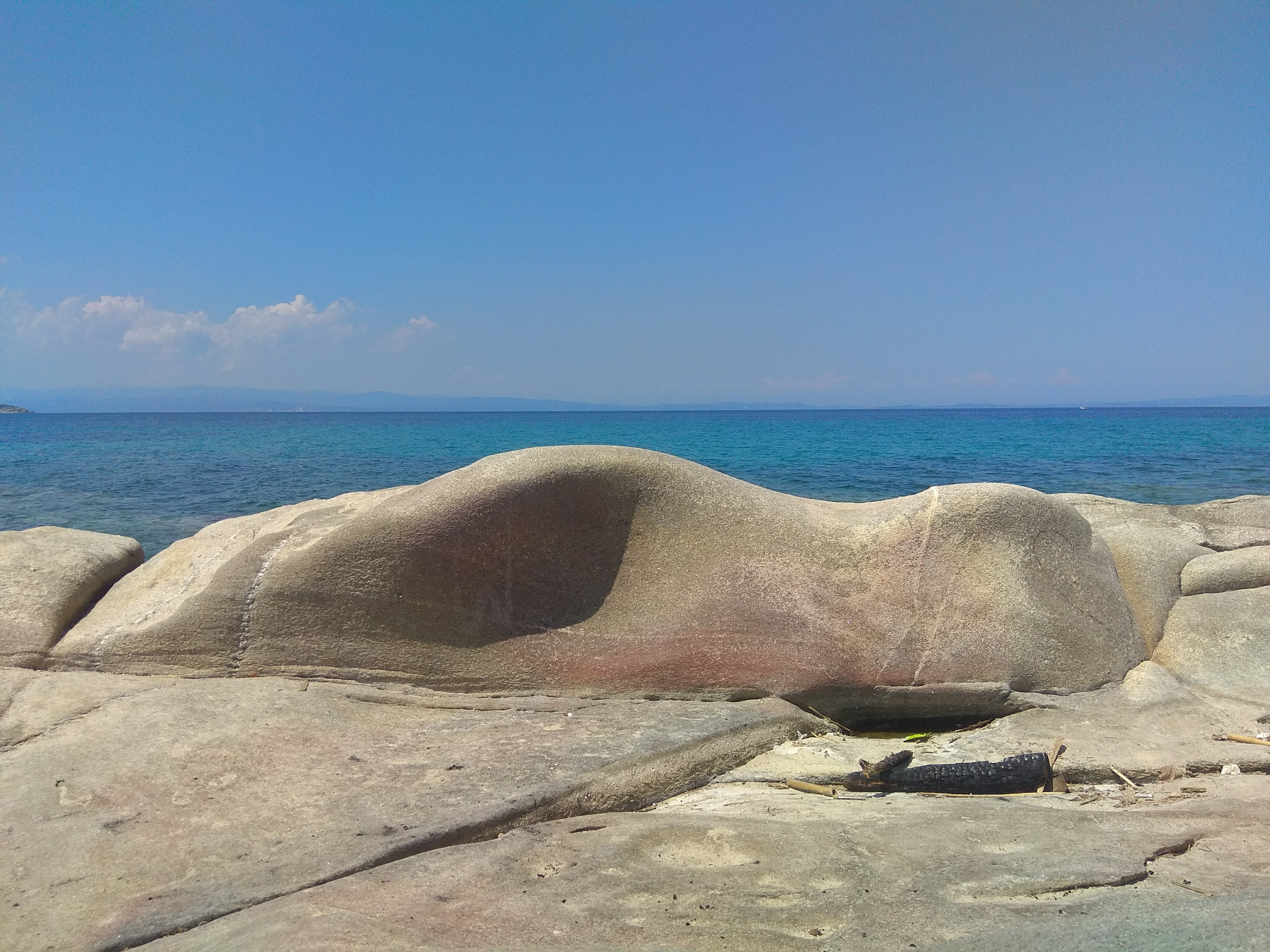
Каміння на пляжі Каріді, Сітонія, Халкідіки, Греція
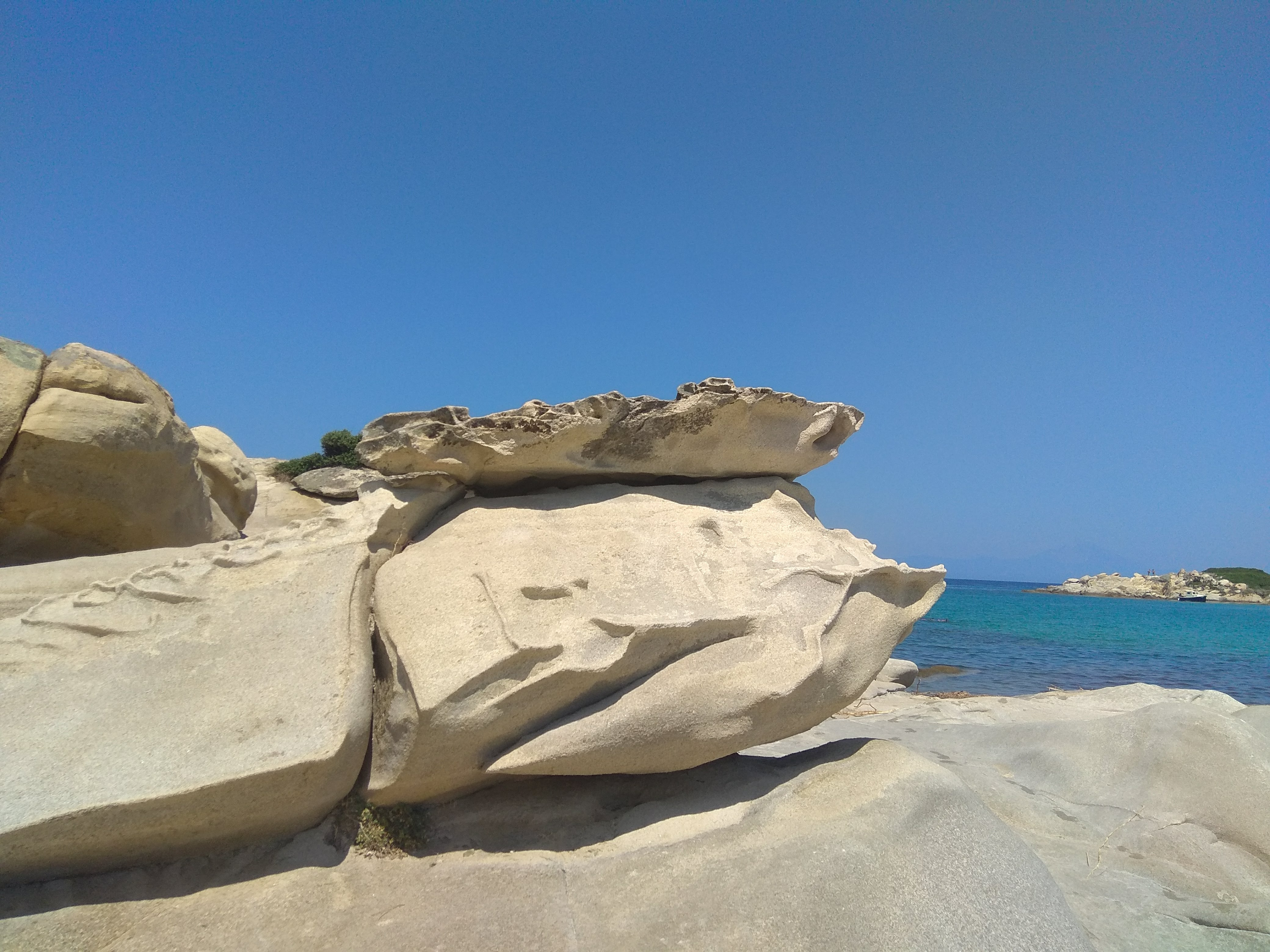
Каміння на пляжі Каріді, Сітонія, Халкідіки, Греція
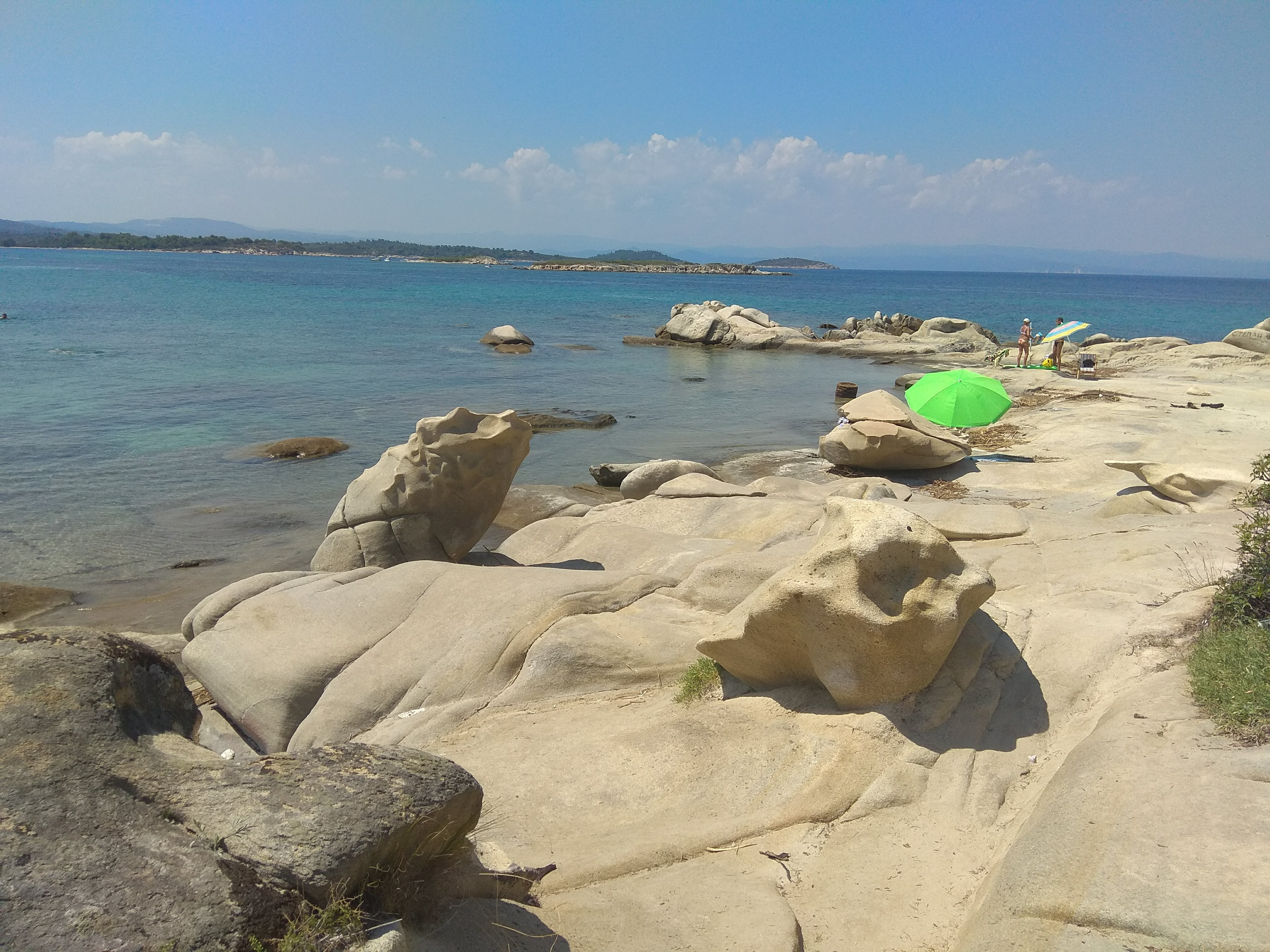
Каміння на пляжі Каріді, Сітонія, Халкідіки, Греція